# 100 книг століття за версією «Ле-Монд»
100 книг століття — список, складений в 1999 році французькою газетою Ле-Монд.
Спочатку журналісти й бібліотекарі склали список на 200 назв, який потім був запропонований читачам з питанням: «Які з цих книг залишилися у вашій пам'яті?» У голосуванні взяли участь близько 17 000 французів.
П'ятдесяти першим книгам списку присвятив книгу нарисів «Найкращі книги XX століття. Останній опис перед розпродажем» французький письменник Фредерік Бегбедер.

## 100 книг століття
| №   | Заголовок / Назва / Титул                                                      | Автор / Письменник                    | Рік       |
| --- | ------------------------------------------------------------------------------ | ------------------------------------- | --------- |
| 1   | Сторонній                                                                      | Альбер Камю                           | 1942      |
| 2   | У пошуках утраченого часу                                                      | Марсель Пруст                         | 1913–1927 |
| 3   | Процес                                                                         | Франц Кафка                           | 1925      |
| 4   | Маленький принц                                                                | Антуан де Сент-Екзюпері               | 1943      |
| 5   | Умови людського існування                                                      | Андре Мальро                          | 1933      |
| 6   | Подорож на край ночі                                                           | Луї-Фердінан Селін                    | 1932      |
| 7   | Грона гніву                                                                    | Джон Стейнбек                         | 1939      |
| 8   | По кому подзвін                                                                | Ернест Хемінгуей                      | 1940      |
| 9   | Великий Мольн                                                                  | Ален-Фурньє                           | 1913      |
| 10  | Шумовиння днів                                                                 | Борис Віан                            | 1947      |
| 11  | Друга стать                                                                    | Сімона де Бовуар                      | 1949      |
| 12  | Чекаючи на Ґодо                                                                | Семюел Бекет                          | 1952      |
| 13  | Буття і ніщо                                                                   | Жан-Поль Сартр                        | 1943      |
| 14  | Ім'я рози                                                                      | Умберто Еко                           | 1980      |
| 15  | Архіпелаг ГУЛАГ                                                                | Олександр Солженіцин                  | 1973      |
| 16  | Слова                                                                          | Жак Превер                            | 1946      |
| 17  | Алкоголі. Вірші 1898 — 1913 років                                              | Гійом Аполлінер                       | 1913      |
| 18  | Синій лотос                                                                    | Ерже                                  | 1936      |
| 19  | Щоденник Анни Франк                                                            | Анна Франк                            | 1947      |
| 20  | Печальні тропіки                                                               | Клод Леві-Строс                       | 1955      |
| 21  | Прекрасний новий світ                                                          | Олдос Гакслі                          | 1932      |
| 22  | 1984                                                                           | Джордж Орвелл                         | 1949      |
| 23  | Астерікс з Галлії                                                              | Рене Ґосінні та Альбер Удерзо         | 1959      |
| 24  | Голомоза співачка                                                              | Ежен Йонеско                          | 1952      |
| 25  | Три нариси з теорії сексуальності                                              | Зигмунд Фрейд                         | 1905      |
| 26  | Філософський камінь                                                            | Марґеріт Юрсенар                      | 1968      |
| 27  | Лоліта                                                                         | Володимир Набоков                     | 1955      |
| 28  | Улісс                                                                          | Джеймс Джойс                          | 1922      |
| 29  | Татарська пустеля                                                              | Діно Буццаті                          | 1940      |
| 30  | Фальшивомонетники                                                              | Андре Жід                             | 1925      |
| 31  | Вершник на даху                                                                | Жан Жіоно                             | 1951      |
| 32  | Красуня господаря                                                              | Альбер Коен                           | 1968      |
| 33  | Сто років самотності                                                           | Ґабрієль Ґарсія Маркес                | 1967      |
| 34  | Шум і лють                                                                     | Вільям Фолкнер                        | 1929      |
| 35  | Тереза Дескейру                                                                | Франсуа Моріак                        | 1927      |
| 36  | Зазі в метро                                                                   | Ремон Кено                            | 1959      |
| 37  | Сум'яття почуттів                                                              | Стефан Цвейг                          | 1927      |
| 38  | Звіяні вітром                                                                  | Марґарет Мітчелл                      | 1936      |
| 39  | Коханець леді Чаттерлей                                                        | Д. Г. Лоуренс                         | 1928      |
| 40  | Зачарована гора                                                                | Томас Манн                            | 1924      |
| 41  | Bonjour, печале!                                                               | Франсуаза Саган                       | 1954      |
| 42  | Мовчання моря                                                                  | Веркор (Жан Брюллер)                  | 1942      |
| 43  | Життя, інструкція з експлуатації                                               | Жорж Перек                            | 1978      |
| 44  | Собака Баскервілів                                                             | Артур Конан Дойл                      | 1901–1902 |
| 45  | Під сонцем Сатани                                                              | Жорж Бернанос                         | 1926      |
| 46  | Великий Гетсбі                                                                 | Френсіс Скотт Фіцджеральд             | 1925      |
| 47  | Жарт                                                                           | Мілан Кундера                         | 1967      |
| 48  | Зневага                                                                        | Альберто Моравіа                      | 1954      |
| 49  | Убивство Роджера Екройда                                                       | Агата Крісті                          | 1926      |
| 50  | Надя                                                                           | Андре Бретон                          | 1928      |
| 51  | Орельєн                                                                        | Луї Арагон                            | 1944      |
| 52  | Атласний черевичок                                                             | Поль Клодель                          | 1929      |
| 53  | Шість персонажів у пошуках автора                                              | Луїджі Піранделло                     | 1921      |
| 54  | Кар'єра гангстера Артуро Уї, якого могло й не бути                             | Бертольт Брехт                        | 1959      |
| 55  | П'ятниця, або Тихоокеанський лімб                                              | Мішель Турньє                         | 1967      |
| 56  | Війна світів                                                                   | Герберт Веллс                         | 1898      |
| 57  | Чи це людина?                                                                  | Прімо Леві                            | 1947      |
| 58  | Володар перснів                                                                | Дж. Р. Р. Толкін                      | 1954–1955 |
| 59  | Вусики виноградної лози                                                        | Колетт                                | 1908      |
| 60  | Град скорботи                                                                  | Поль Елюар                            | 1926      |
| 61  | Мартін Іден                                                                    | Джек Лондон                           | 1909      |
| 62  | Корто Мальтез фр. La ballade de la mer salée італ. Una ballata del mare salato | Уго Пратт італ. Hugo Pratt            | 1967      |
| 63  | Нульовий ступінь письма                                                        | Ролан Барт                            | 1953      |
| 64  | Втрачена честь Катаріни Блум                                                   | Генріх Белль                          | 1974      |
| 65  | Берег Сіртів                                                                   | Жульєн Ґрак                           | 1951      |
| 66  | Слова і речі                                                                   | Мішель Фуко                           | 1966      |
| 67  | У дорозі                                                                       | Джек Керуак                           | 1957      |
| 68  | Дивовижна подорож Нільса Гольгерсона з дикими гусками по Швеції                | Сельма Лагерлеф                       | 1906–1907 |
| 69  | Своя кімната англ. A Room of One's Own                                         | Вірджинія Вулф                        | 1929      |
| 70  | Марсіанські хроніки                                                            | Рей Бредбері                          | 1950      |
| 71  | Захоплення Лол Стайн                                                           | Марґеріт Дюрас                        | 1964      |
| 72  | Протокол                                                                       | Жан-Марі Ґюстав Ле Клезіо             | 1963      |
| 73  | Тропізми                                                                       | Наталі Саррот                         | 1939      |
| 74  | Щоденник                                                                       | Жуль Ренар                            | 1925      |
| 75  | Лорд Джім                                                                      | Джозеф Конрад                         | 1900      |
| 76  | Твори                                                                          | Жак Лакан                             | 1966      |
| 77  | Театр і його двійник                                                           | Антонен Арто                          | 1938      |
| 78  | Мангаттан-проект                                                               | Джон Дос Пассос                       | 1925      |
| 79  | Вигадки                                                                        | Хорхе Луїс Борхес                     | 1944      |
| 80  | Мораважін                                                                      | Блез Сандрар                          | 1926      |
| 81  | Генерал мертвої армії                                                          | Ісмаїл Кадаре                         | 1963      |
| 82  | Вибір Софі                                                                     | Вільям Стайрон                        | 1979      |
| 83  | Циганські романсеро                                                            | Федеріко Гарсія Лорка                 | 1928      |
| 84  | Пітер Латиш                                                                    | Жорж Сіменон                          | 1931      |
| 85  | Богородиця квітів                                                              | Жан Жене                              | 1944      |
| 86  | Людина без властивостей                                                        | Роберт Музіль                         | 1930-1932 |
| 87  | Лють і таємниця                                                                | Рене Шар                              | 1948      |
| 88  | Ловець у житі                                                                  | Джером Девід Селінджер                | 1951      |
| 89  | Немає орхідей для місс Блендіш                                                 | Джеймс Гедлі Чейз                     | 1939      |
| 90  | Блейк та Мортімер                                                              | Едгар П. Джейкобс фр. Edgar P. Jacobs | 1950      |
| 91  | Нотатки Мальте Лявридса Бриґґе                                                 | Райнер Марія Рільке                   | 1910      |
| 92  | Модифікація                                                                    | Мішель Бютор                          | 1957      |
| 93  | Витоки тоталітаризму                                                           | Ганна Арендт                          | 1951      |
| 94  | Майстер і Маргарита                                                            | Михайло Булгаков                      | 1967      |
| 95  | Трилогія: Сексус, Плексус, Нексус                                              | Генрі Міллер                          | 1949-1960 |
| 96  | Глибокий сон                                                                   | Реймонд Чандлер                       | 1939      |
| 97  | Орієнтири фр. Amers                                                            | Сен-Жон Перс                          | 1957      |
| 98  | Гастон                                                                         | Андре Франкен                         | 1957      |
| 99  | Біля підніжжя вулкану                                                          | Малькольм Лаурі                       | 1947      |
| 100 | Опівнічні діти                                                                 | Салман Рушді                          | 1981      |

## Дивись також
- Нобелівська премія з літератури
- Ґонкурівська премія - Пруст, Мальро, де Бовуар, Турньє, Ґрак та Дюрас
- Міжнародна Ленінська премія миру - Арагон та Брехт
- Найзначніші німецькомовні романи XX століття
- Премія Гете - Фрейд та Манн
- 100 книг, які повинен прочитати кожен (за версією Дмитра Бикова)
- 100 найкращих книг усіх часів (за версією норвезького книжкового клубу)
- Список 100 найкращих українських літературних творів (за версією Українського ПЕН-клубу)
- 200 найкращих книг за версією Бі-бі-сі
- 1001 книга, які ти повинен прочитати, перш ніж померти